# Paul Marks Prize for Cancer Research
Der Paul Marks Prize for Cancer Research des Memorial Sloan-Kettering Cancer Center wird alle zwei Jahre für Leistungen in der Krebsforschung verliehen. Die Preissumme beträgt in jedem Verleihungsjahr 150.000 Dollar. Die Preisträger müssen 45 Jahre oder jünger sein. Der Preis ist nach Paul A. Marks benannt.

## Preisträger
- 2001 Titia de Lange, Stephen J. Elledge, William G. Kaelin Jr., Xiaodong Wang
- 2003 Yuan Chang, John F. X. Diffley, Nikola Pavletich
- 2005 Tyler Jacks, Scott Lowe, Jeff Wrana
- 2007 Angelika Amon, Todd R. Golub,  Gregory J. Hannon
- 2009 Arul Chinnaiyan, Matthew Meyerson, David M. Sabatini
- 2011 Scott A. Armstrong, Kornelia Polyak, Victor E. Velculescu
- 2013 Simon J. Boulton, Levi A. Garraway,  Duojia Pan (DJ Pan)
- 2015 Bradley Bernstein, Howard Chang, Daniel Durocher
- 2017 Gad Getz, Chuan He, Aviv Regev
- 2019 Nathanael Gray, Joshua Mendell, Christopher Vakoc
- 2021 Ralph J. DeBerardinis, Sun Hur, Charles Swanton
- 2023 Mark Agnel Frederick Dawson, Cigall Kadoch, Michelle Monje